# 感染管理看護師
感染管理看護師（かんせんかんりかんごし、英語: Infection Control Nurse、略称:ICN）は、主に病院などの医療機関に所属し、医師、薬剤師などと院内感染対策チームや同様の委員会などを構成して、日常の看護業務や病院内全般における院内感染の防止など感染症対策を行う看護師のこと。感染症対策看護師、感染制御看護師とも呼ばれる。
なお感染管理看護師を担う能力を有する看護師の資格認定として、公益社団法人日本看護協会では感染症看護専門看護師および、感染管理認定看護師の資格認定を行っている。